# Торіметрія
Торіметрі́я — титриметричний метод кількісного визначення вмісту фторидів, заснований на утворенні малорозчинного фториду ThF4 при взаємодії з солями Th(IV):
{\displaystyle \mathrm {Th^{4+}+4F^{-}\longrightarrow ThF_{4}\downarrow } }
При цьому осад є абсолютно нерозчинним у 50 % спиртовому розчині, що дає змогу повністю перевести фториди в осад. Кінцева точка титрування найчастіше встановлюється за допомогою індикатора алізарину S (алізаринсульфонату натрію) — надлишкова кількість іонів торію утворює червоно-фіолетовий лак. Іншими застосовуваними індикаторами є пірокатехіновий фіолетовий, флюоресцентні кверцетин і морин.
Також за цим методом проводиться визначення комплексних фторидів, наприклад, BF4-, SiF6-.

## Визначення
Розчин досліджуваної проби змішують із рівною кількістю спирту і додають індикатор алізарин S, а після цього — розчин хлоридної кислоти, розведеної 1:50 (реакція проводиться за pH 3–4), до появи жовтого забарвлення. Отриману суміш титрують водним розчином нітрату торію Th(NO3)4 до появи рожевого забарвлення.
Метод не придатний для визначення великих кількостей фторидів, оскільки осаджуваний ThF4 адсорбує на своїй поверхні лак і збільшує похибку вимірювання.